# Steven Cohen
Steven Cohen es un futbolista francés. Nació en Marsella (Francia) de padre francés con nacionalidad israelí y madre judía.

## Montpellier HSC
Cohen jugó en las categorías inferiores del club francés Montpellier HSC. Después de ser liberado por Montpellier HSC, Cohen se marcha a España a jugar en el Racing Club de Ferrol.

## Racing Club de Ferrol
La segunda temporada de Cohen en España resultó ser su año brillante y fue seguido por el Deportivo de La Coruña, que llegaron a acuerdos con Cohen en un contrato de cuatro años. Debido a problemas de presupuesto en el Deportivo, el acuerdo fue cancelado y Cohen viajó a Israel para visitar a familiares y amigos. Durante esta visita, estuvo una semana a prueba en el F.C. Ashdod. Al final no hubo ofertas en firme y Cohen regresó a España.

## U.D. Salamanca
A pesar de quedarle una temporada más de contrato con el Racing Club de Ferrol ficha por la UD Salamanca por 50000€. En el ámbito deportivo comienza obteniendo la confianza del entrenador David Amaral, y juega casi todos los partidos la mayoría de titular. Su primer gol es contra el Sevilla Atlético, el siguiente sería contra el SD Huesca, otro contra el Hércules CF, el siguiente sería contra el Nàstic de Tarragona, otro contra el Córdoba CF, y su sexto gol frente al Real Murcia. Para la temporada 2009/10 Juan Carlos Oliva cuenta con él, pero él prefiere irse a un club de Israel, con la intención de acercarse a la Selección de fútbol de Israel.

## Hapoel Ra'anana F.C.
En agosto de 2009, Cohen rechazó ofertas de clubes de España y Turquía y firmó contrato por dos años más uno opcional por el Hapoel Ra'anana F.C., de esta manera se convierte en el fichaje más caro del club. De este modo, Cohen avanza en su sueño de jugar algún día en la Selección de fútbol de Israel. Como todavía le quedaba un año más, la Unión Deportiva Salamanca por haberle liberado se reservó un 30% de los derechos de traspaso a un tercer club en el plazo de tres años. Su debut se produjo el 12 de septiembre de 2009 en un partido de la Ligat ha'Al entre Hapoel Ra'anana F.C. y el Maccabi Netanya. En su siguiente partido contra FC Ashdod marca su primer gol, en el minuto 15, en el empate a 1. Su siguiente gol sería en la sexta jornada frente al Hapoel Petah-Tikvah. Dos jornadas más tarde consigue otro gol contra el Hapoel Haifa. Dos jornadas más tarde contra Beitar Jerusalén marca el primero de la tarde en la derrota de su equipo por 3-1. Volvería a marcar cuatro jornadas más tarde contra el Hapoel Be'er Sheva. De nuevo cuatro jornadas más tarde marca de nuevo contra Maccabi Ahí Nazareth.

## Clubes
| Club                  | País    | Año       |
| --------------------- | ------- | --------- |
| Montpellier HSC       | Francia | 2003-2006 |
| Racing Club de Ferrol | España  | 2006-2008 |
| UD Salamanca          | España  | 2008-2009 |
| Hapoel Ra'anana F.C.  | Israel  | 2009-2010 |
| Beitar Jerusalén      | Israel  | 2010-2012 |

## Palmarés
- Copa Toto: Subcampeón 2009/10.